# Asian 5 Nations 2012
El Asian 5 Nations de 2012 fue la 25ª edición del principal torneo asiático de rugby.

## Equipos participantes
- Selección de rugby de Corea del Sur
- Selección de rugby de Emiratos Árabes Unidos
- Selección de rugby de Hong Kong (Dragones)
- Selección de rugby de Japón (Brave Blossoms)
- Selección de rugby de Kazajistán

## Posiciones
| Pos. | Equipo                 | Encuentros | Encuentros | Encuentros | Encuentros | Tantos  | Tantos    | Tantos     | Puntos Bonus | Puntos Totales |
| Pos. | Equipo                 | jugados    | ganados    | empatados  | perdidos   | a favor | en contra | diferencia | Puntos Bonus | Puntos Totales |
| ---- | ---------------------- | ---------- | ---------- | ---------- | ---------- | ------- | --------- | ---------- | ------------ | -------------- |
| 1    | Japón                  | 4          | 4          | 0          | 0          | 312     | 11        | + 301      | 4            | 24             |
| 2    | Corea del Sur          | 4          | 3          | 0          | 1          | 163     | 109       | + 54       | 2            | 17             |
| 3    | Hong Kong              | 4          | 2          | 0          | 2          | 159     | 98        | + 61       | 3            | 13             |
| 4    | Emiratos Árabes Unidos | 4          | 1          | 0          | 3          | 80      | 269       | - 189      | 1            | 6              |
| 5    | Kazajistán             | 4          | 0          | 0          | 4          | 48      | 275       | - 227      | 1            | 1              |

Nota: Se otorgan 5 puntos al equipo que gane un partido, 3 al que empate y 0 al que pierda
Puntos Bonus: 1 punto por convertir 4 tries o más en un partido y 1 al equipo que pierda por no más de 7 tantos de diferencia

## Resultados

### Primera fecha
| 27 de abril | Emiratos Árabes Unidos | 10 - 85 | Hong Kong |  |  |

| 28 de abril | Kazajistán | 0 - 87 | Japón |  |  |

### Segunda fecha
| 5 de mayo | Hong Kong | 19 - 21 | Corea del Sur |  |  |

| 5 de mayo | Japón | 106 - 3 | Emiratos Árabes Unidos |  |  |

### Tercera fecha
| 11 de mayo | Emiratos Árabes Unidos | 46 - 31 | Kazajistán |  |  |

| 12 de mayo | Corea del Sur | 8 - 52 | Japón |  |  |

### Cuarta fecha
| 19 de mayo | Japón | 67 - 0 | Hong Kong |  |  |

| 19 de mayo | Kazajistán | 17 - 87 | Corea del Sur |  |  |

### Quinta fecha
| 26 de mayo | Corea del Sur | 47 - 21 | Emiratos Árabes Unidos |  |  |

| 26 de mayo | Hong Kong | 55 - 0 | Kazajistán |  |  |

| Bandera de Japón |
| Campeón Japón    |
| Vigésimo título  |